# Ткач Поліна
Ткач Поліна (нар. 21 березня 1999 року, Київ, Україна) — українська модель. Переможниця конкурсу краси «Міс Україна 2017», учасниця «Міс Світу-2017».

## Життєпис
Ткач студентка Національного авіаційного університету, де навчається на спеціальності «міжнародний бізнес».